# Gabriel Matagrin
 (août 2023).
Si vous disposez d'ouvrages ou d'articles de référence ou si vous connaissez des sites web de qualité traitant du thème abordé ici, merci de compléter l'article en donnant les références utiles à sa vérifiabilité et en les liant à la section « Notes et références ».
En pratique : Quelles sources sont attendues ? Comment ajouter mes sources ?
Gabriel Matagrin, né à Saint-Laurent-de-Chamousset le 19 janvier 1919 et mort à Saint-Didier-au-Mont-d’Or le 2 février 2004, est un évêque catholique français, évêque de Grenoble de 1969 à 1989.

## Biographie
Officier dans l'armée française en 1940, il entre au séminaire après la défaite rapide face à l'invasion allemande. Il est ordonné prêtre en avril 1945 à Fourvière par le cardinal Gerlier pour le diocèse de Lyon. La même année il est nommé à l'institution des Chartreux comme surveillant et préfet de division des classes de lycée même s'il souhaitait être affecté dans un milieu plus rural et doit aussi préparer en même temps une licence de philosophie aux facultés catholiques. C'est un peu plus tard qu'il obtient le rôle de directeur spirituel de l'institution des Chartreux en 1946 où il donne un second souffle à l'instruction religieuse et la renouvelle en proposant un engagement fort tout en prenant en compte des dimensions sociales et économiques. Il occupe de plus un poste d’aumônier à l'Action catholique, et en 1951 il devient aumônier diocésain à la Jeunesse étudiante chrétienne. Il quitte l'institution en 1954 et garde de nombreux contacts avec les élèves notamment l'auteur Yves Berger. Il est sacré évêque en 1965, devient évêque auxiliaire de Lyon et fut l'un des plus jeunes évêques à participer au concile.
En 1969, il est désigné évêque de Grenoble pour une succession difficile, André Fougerat ayant été mis en minorité au conseil épiscopal. 
Il s’attelle alors à redonner confiance au clergé en plein doute, après les événements de mai 1968, et les mouvements sociétaux qui suivirent. Président de la Commission sociale de la Conférence des évêques de France, il assista à ce titre au synode à Rome en 1971. Membre du Conseil permanent de la Conférence Épiscopale, il assista également au synode de 1974 et devient vice-président de la Conférence Épiscopale (1975-1978). Il fut aussi vice-président du Comité épiscopal pour les relations avec le judaïsme (1984-1988).
Dans son diocèse, il fit appliquer les orientations du concile Vatican II, mais fut confronté à la chute des vocations. Il créa le Centre Théologique de Meylan, et reconnut la communauté des religieux et religieuses de Bethléem et soutint le projet original d'Église Notre-Dame-des-Neiges de L'Alpe d'Huez du père Jaap Reuten. Il eut comme évêques auxiliaires Michel Mondésert (1916-2009), qui fut chargé de la zone interdiocésaine de Vienne, et François Bussini. Il a aussi été membre de l'Académie delphinale.